# إقليم أوتجوزوندجوبا
إقليم أوتجوزوندجوبا هو إقليم في ناميبيا، عاصمته أوتجيوارونغو، تبلغ مساحته 105,185 كيلومتر مربع.